# Martin Short
Martin Hayter Short, CM (Hamilton, Ontário, 26 de março de 1950) é um ator e comediante canadense.
Short, o caçula de cinco filhos, nasceu em Hamilton, Ontário. Sua mãe, Olive, era uma violinista e incentivou seus primeiros esforços criativos. O pai, Charles Patrick, era um executivo de uma empresa siderúrgica canadense. Seu irmão mais velho, David, morreu em um acidente de carro em 1962, quando Short tinha 12 anos. Sua mãe morreu de câncer quando ele tinha 17 anos, dois anos mais tarde, em 1970, seu pai morreu de complicações de um derrame.
Começou  a carreira nos anos 1970 atuando em teatros. Em 1984 participou do popular programa Saturday Night Live. Nos anos seguintes, atuou em papéis ousados em comédias, tais como: Três Amigos! (1986), Viagem Insólita/O Micro-Herói (1987) e o O Pai da Noiva (1991).
Short é conhecido por suas imitações e muitos personagens, entre eles Grimley da série Saturday Night Live, seu mais famoso personagem.
Em 1994 Short foi nomeado como membro da Ordem do Canadá.
Em 2000 recebeu uma estrela na Calçada da Fama do Canadá.
Em 2002 recebeu a honra Medalha do jubileu de ouro da Rainha Isabel II.

## Filmografia
- Cucumber (série de TV) (1972)
- Right On (série de TV) (1972)
- Peep Show (série de TV) (1975)
- The David Steinberg Show (série de TV) (1976)
- For the record (série de TV) (1978)
- Lost and Found (1979)
- The Associates (série de TV) (1979)
- The Family Man (TV) (1979)
- The Love Boat (série de TV) (1980)
- I'm a Big Girl Now (série de TV) (1980)
- Second City TV (série de TV) (1981)
- Taxi (série de TV) (1981)
- Miss Peach of the Kelly School (série de TV) (1982) - como dublador
- SCTV Network 90 (série de TV) (1982-1983)
- Sunset Limousine (TV) (1983)
- SCTV Channel (série de TV) (1983-1984)
- Tall Tales and Legends (série de TV) (1986)
- Three Amigos! (1986)
- Really Weird Tales (TV) (1987)
- InnerspaceViagem Insolita (1987)
- Cross My Heart (1987)
- The Completely Mental Misadventures of Ed Grimley (série de TV) (1988) - como dublador
- The Making of Me (1989)
- Andrea Martin... Together Again (TV) (1989)
- I, Martin Short, Goes Hollywood (TV) (1989)
- Three Fugitives (1989)
- The Big Picture (1989)
- The Tracey Ullman Show (série de TV) (1989-1990)
- The Dave Thomas Comedy Show (série de TV) (1990)
- Pure Luck (1991)
- Maniac Mansion (série de TV) (1991)
- O Pai da Noiva (1991)
- Captain Ron (1992)
- Screen One (série de TV) (1993)
- We're Back! A Dinosaur's Story  (1993) - como dublador
- Clifford (1994)
- The Martin Short Show (série de TV) (1994)
- Cinemagique (1994)
- The Pebble and the Penguin (1995) - como dublador
- Father of the Bride Part II (1995)
- Creature Crunch (videogioco) (1996) - como dublador
- Marte Ataca! (1996)
- Jungle 2 Jungle (1997)
- A Simple Wish (1997)
- Akbar's Adventure Tours (1998)
- Merlin (filme para TV) (1998)
- The Prince of Egypt (1998) - como dublador
- Alice no País das Maravilhas (filme para TV) (1999)
- Mumford (1999)
- Get Over It (2001)
- Prince Charming (filme para TV) (2001)
- Jimmy Neutron, Boy Genius (2001) - como dublador
- CinéMagique (2002)
- O Planeta do Tesouro (2002) - como dublador
- 101 Dálmatas 2 - A Aventura de Patch em Londres (2003) - como dublador
- Jiminy Glick in Lalawood (2004)
- Barbie as the Princess and the Pauper (2004) - como dublador
- Arrested Development (série de TV) (2005)
- Law & Order: Special Victims Unit (serie TV) (2005)
- Saturday Night Live (série de TV) (1984-2005)
- The Santa Clause 3: The Escape Clause (2006)
- The Spiderwick Chronicles (2008) - como dublador
- Hoodwinked Too! Hood vs. Evil (2008)

### Como roteirista
- Second City TV (série de TV) (1981)
- SCTV Network 90 (série de TV) (1982-1983)
- SCTV Channel (série de TV (1983-1984)
- Martin Short: Concert for the North America (TV) (1985)
- Saturday Night Live (série de TV) (1984-1985)
- The Best of SCTV (TV) (1988)
- The Completely Mental Misadventures of Ed Grimley (série de TV) (1988)
- The 1989 Gemini Awards (TV) (1989)
- I, Martin Short, Goes Hollywood (TV) (1989)
- The Martin Short Show (série de TV) (1994)
- The Show Formerly Known as the Martin Short Show (série de TV) (1995)
- The Martin Short Show (série de TV) (1999)
- Primetime Glick (série de TV) (2001)
- Martin Short Shorts (TV) (2003)
- Jiminy Glick in Lalawood (2004)

### Como produtor
- The Martin Short Show (série de TV) (1994)
- The Martin Short Show (série de TV) (1999)
- Primetime Glick (série de TV) (2001)
- Martin Short Shorts (TV) (2003)
- Jiminy Glick in Lalawood (2004)

### Como diretor
- Friends of Gilda (filme para TV) (1993)

## Prêmios
- Emmy Award (1982)

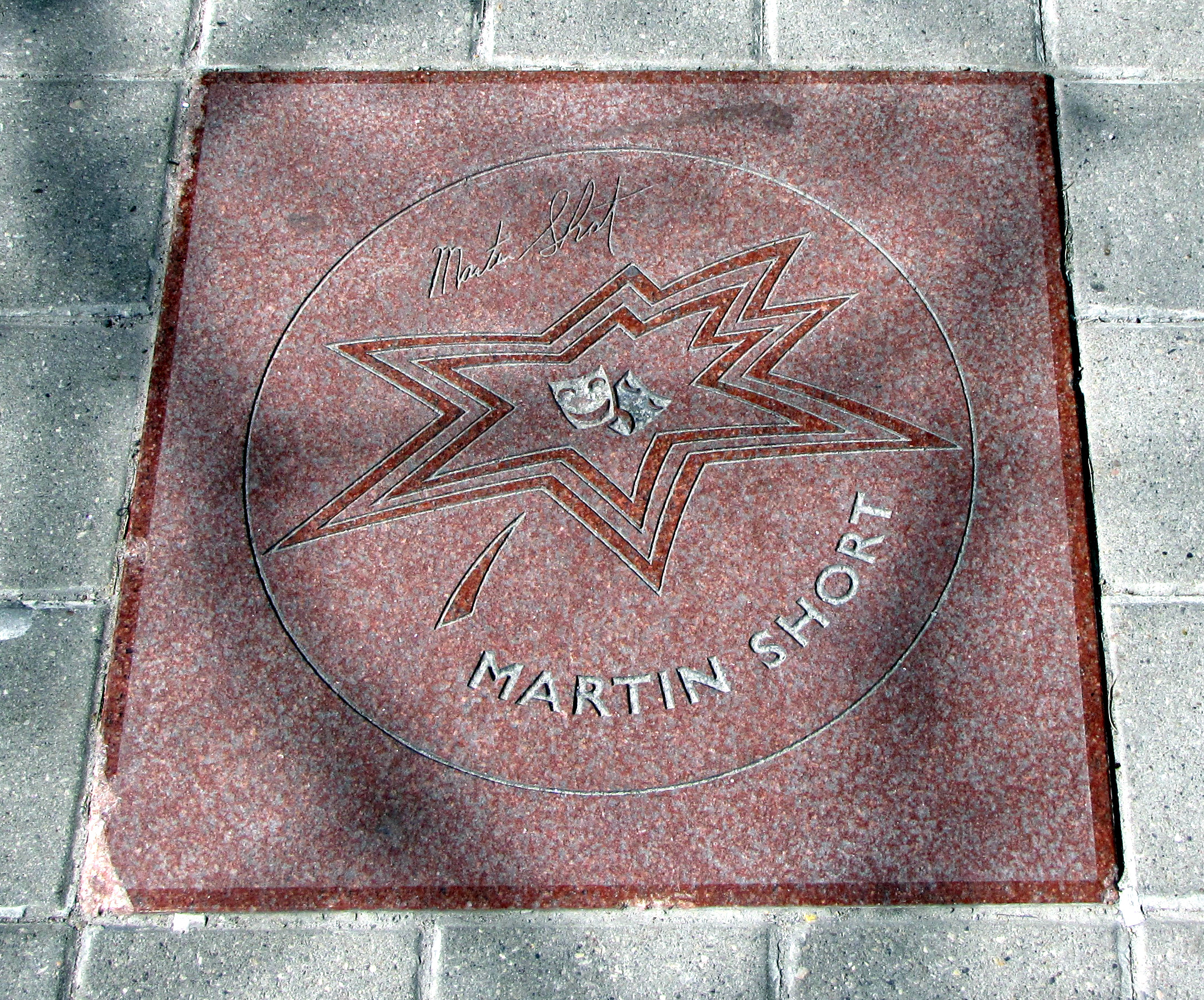
Estrela de Short na Calçada da Fama do Canadá

- Tony Award e Outer Critics Circle Award, por seu papel na comédia musical The Goodby Girl (1993)[3]
- Tony Award e Outer Critics Circle Award, por seu papel na comédia musical Little Me  (1999)[4]